# 李依蔓
李依蔓，曾用名李艳（1987年10月31日—），中国影视演員，在新版红楼梦中饰演袭人。出道初期与林申、杨洋、于小彤、徐海乔、蒋梦婕、李沁、高洋、阚清子、马晓灿为《荣信达影视》力捧演员。

## 个人简历
出生于江苏苏州木渎，毕业于江苏省戏曲学校越剧专业。
丈夫为演员任东霖，两人育有两子。

## 出演作品

### 电视剧
| 首播   | 类型   | 片名                 | 角色     | 导演         |
| 2009年 | 电视剧 | 《红楼梦》           | 袭人     | 李少红       |
| 2010年 | 电影   | 塞外有家             | 婉萍     | 王晓生、魏巍 |
| 2011年 | 电视剧 | 《十二生肖传奇》     | 清荷     | 程力栋       |
| 2011年 | 电视剧 | 《娘心计》           | 雨浓     | 李少红       |
| 2011年 | 电视剧 | 《守望的天空》       | 韩佩嘉   | 陆江         |
| 2011年 | 电视剧 | 《我们是一家人》     | 李娜     |              |
| 2011年 | 电影   | 《夜惊魂》           |          | 许斌、王立涛 |
| 2012年 | 电视剧 | 不能没有娘           | 香兰     | 黄净伟       |
| 2013年 | 电视剧 | 《一代枭雄》         | 程立珊   | 余丁、王雷   |
| 2015年 | 电视剧 | 《同门往事》         | 洪瑾儿   | 宋业明       |
| 2015年 | 电视剧 | 《大汉情缘之云中歌》 | 孟珏之母 |              |
| 2015年 | 电视剧 | 《亿万继承人》       | 向美琳   | 李少红       |
| 2016年 | 电影   | 《流向红河》         | 尖尖     | 肖旭琳       |
| 2016年 | 电视剧 | 《猎人》             | 房凤     | 徐昂         |
| 2019年 | 电视剧 | 《天衣无缝》         | 叶莲生   | 李路         |
| 待播   | 电视剧 | 《挺住李波罗》       | 张倩倩   |              |

## 杂志
- 《女友》
- 《财富圈》
- 《时尚》
- 《大周末》
- 《姐妹》